# Greilickville
Greilickville é uma Região censo-designada localizada no estado americano de Michigan, no Condado de Leelanau.

## Demografia
Segundo o censo americano de 2000, a sua população era de 1415 habitantes.

## Geografia
De acordo com o United States Census Bureau tem uma área de
17,9 km², dos quais 11,7 km² cobertos por terra e 6,2 km² cobertos por água.

## Localidades na vizinhança
O diagrama seguinte representa as localidades num raio de 28 km ao redor de Greilickville.